# Loogfels Nr. 203

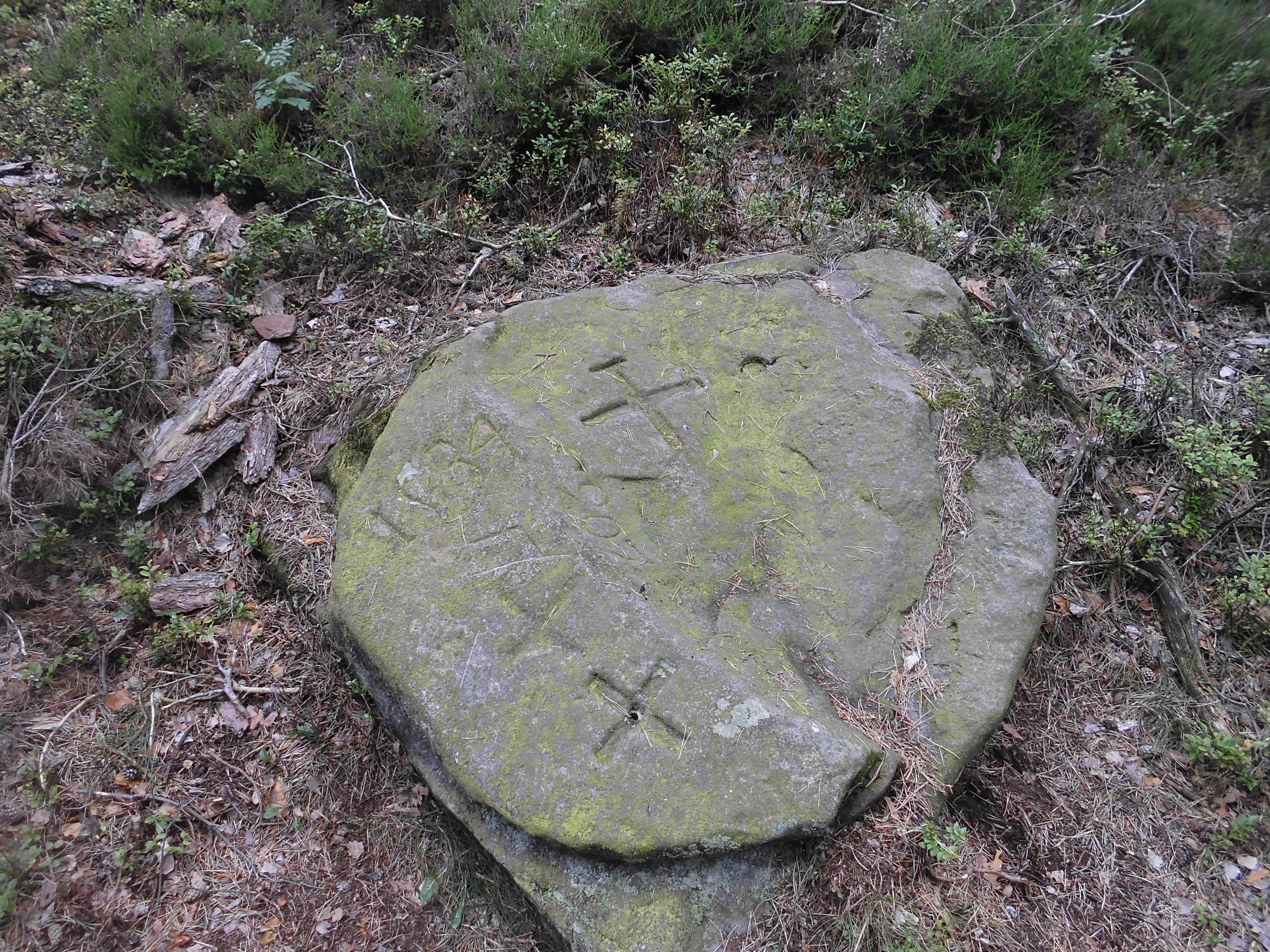
Loogfels Nr. 203

Der Loogfels Nr. 203 ist ein Felsblock mit Einkerbungen, die gemacht wurden, um eine Grenze zu bezeichnen. Er befindet sich ca. 2,7 km westlich des rheinland-pfälzischen Dorfes Forst an der Weinstraße im Pfälzerwald. Hier verläuft die Gemarkungsgrenze zwischen Forst an der Weinstraße und Deidesheim. Der Felsblock liegt an einem Trampelpfad, etwa 140 m nordwestlich ist der Pfannenstein, ein weiterer Loogfels.
Der Loogfels Nr. 203 ist in der Denkmalliste des Landes Rheinland-Pfalz als Einzeldenkmal geführt.

## Bezeichnungen
Folgende Zeichen sind auf dem Felsblock zu finden:
- Die Jahreszahl 1534
- Das große, um einen Querbalken erweiterte Kreuz ist das Deidesheimer Waldloogzeichen
- Die zwei kleinen Kreuze stehen für Forst